# An einem Morgen im Mai
An einem Morgen im Mai (Originaltitel: Without a Trace) ist ein US-amerikanischer Film des Regisseurs und Produzenten Stanley R. Jaffe aus dem Jahr 1983 mit Kate Nelligan, Judd Hirsch, David Dukes und Stockard Channing in den Hauptrollen. Das für 20th Century Fox produzierte Filmdrama basiert auf dem Roman Still Missing von Beth Gutcheon, die auch das Drehbuch schrieb. Sie orientierte sich lose am Vermisstenfall von Etan Patz.
Patz verschwand am 25. Mai 1979 auf seinem Schulweg und wurde am selben Tag durch seinen Entführer ermordet – anders als im Film. Er war das erste vermisste Kind, das auf einer Milchtüte abgebildet wurde und der Fall führte zur Gründung von The Missing Children’s Movement (dt. Bewegung für vermisste Kinder) sowie von neuen Gesetzen und Methoden zum Auffinden vermisster Kinder.

## Handlung
Susan Selky, eine Englischprofessorin an der Columbia University, lebt mit ihrem sechsjährigen Sohn Alex in einem Haus in Brooklyn. An einem Morgen im Mai verlässt Alex das Haus um zur Schule zu gehen, die zwei Häuserblocks entfernt ist.
Als Susan nach der Arbeit nach Hause kommt ist Alex nicht da. Susan wird zunehmend unruhig und sie telefoniert mit ihrer Freundin und Nachbarin Jocelyn Norris, deren Tochter eine Klassenkameradin von Alex ist. Sie erfährt von ihr, dass Alex nicht in der Schule war. Daraufhin verständigt sie das New York City Police Department und die Beamten treffen wenig später in ihrem New Yorker Stadthaus ein. Die Polizei verdächtigt zunächst ihren entfremdeten Ehemann Graham, Professor an der New York University, aber der hat ein Alibi. Auch Susan wird verdächtigt, aber ein Lügendetektortest kann auch sie entlasten.
Susans Fall erregt die Aufmerksamkeit lokaler Medien und besorgte Bürger helfen bei der Verteilung von Suchplakaten. Zahlreiche Spuren werden überprüft, darunter auch mehrere Berichte, wonach Alex auf dem Rücksitz eines blauen „Chevy“, Baujahr 1965, gesehen wurde. In der Verzweiflung wird schließlich auch eine Wahrsagerin hinzugezogen, aber Alex bleibt – ohne eine Spur – verschwunden.
Die Ermittlungen ziehen sich hin, und Graham gerät mit dem leitenden Beamten, Lieutenant Al Menetti, aneinander, nachdem ihn Budgetkürzungen dazu zwingen, die aktive Suche abzubrechen und vom Revier aus auch an anderen Fällen zu arbeiten – auch wenn für Menetti der Vermisstenfall weiterhin hohe Priorität genießt. Nach einem Lösegeldanruf nimmt Graham die Sache selbst in die Hand, landet nach einer Schlägerei aber im Krankenhaus.
Zu einer Wendung kommt es, als Susans homosexuelle Reinigungskraft Philippe als Verdächtiger verhaftet wird, nachdem eine blutige Unterhose von Alex in dessen Wohnung gefunden wird; bei der Verhaftung wird er mit einem 14-jährigen männlichen Prostituierten aufgegriffen. Susan besucht Philippe im Gefängnis, aber dieser schwört, Alex nichts angetan zu haben. Zur aufgefundenen Unterhose erklärt er, dass es sich um eine alte Unterhose aus der Wäsche handeln würde, die er lediglich als Reinigungstuch benutzt habe; beim Geschirrspülen in Susans Haus habe er sich geschnitten und sie zum Stillen der Blutung benutzt. Susan glaubt an Philippes Unschuld und versucht Menetti davon zu überzeugen, die Anklage fallen zu lassen; dieser weigert sich mit Verweis auf die nicht veröffentlichten Beweise.
Durch die Verhaftung Philippes geht das Medieninteresse zurück und Susan wird nahegelegt, zu akzeptieren, dass Alex tot sein könnte.
Eines Tages erhält sie einen Anruf von einer Frau namens Malvina Robbins aus Bridgeport im US-Bundesstaat Connecticut, die sagt, dass Alex bei Nachbarn leben würde. Allerdings wird der Hinweis nicht weiter verfolgt und die Ermittlungen eingestellt, da die Polizei in Bridgeport die Frau für nicht zurechnungsfähig hält und diese „spinnen“ würde. Philippe gilt weiterhin als Hauptverdächtiger und ein Gerichtstermin wird angesetzt.
An einem freien Tag macht Menetti einen Ausflug mit seinem eigenen Sohn. Als er auf dem Highway ein Ausfahrtsschild nach Bridgeport sieht, beschließt er spontan, die Spur persönlich zu überprüfen. Als er an der Adresse von Malvina Robbins eintrifft ist er schockiert, als er einen blauen „Chevy“ in der Einfahrt des Nachbargrundstücks parken sieht. Er ruft die Polizei von Bridgeport und sie finden Alex lebend und unverletzt vor. Sein Entführer hatte den Jungen benutzt, damit dieser sich um die im Haus lebende behinderte Schwester des Entführers kümmert.
Menetti fährt Alex mit einer riesigen Polizeieskorte zurück nach New York City – die Eskorte wächst dabei mit jedem Gerichtsbezirk, den sie durchquert. Auch die Medien stürmen nach einem geheimen Tipp zu Susans Haus in Brooklyn. Als Susan vom Einkaufen zurückkommt, sieht sie, wie Alex wohlbehalten aus Menettis Auto aussteigt.

## Produktion und Veröffentlichung
Das Drehbuch zum Film wurde von der Roman- und Drehbuchautorin Beth Gutcheon geschrieben, die sich bei der Verfilmung relativ eng an ihre großteils fiktive Romanvorlage Still Missing hielt. Während die Handlung im Roman in Boston spielt, ist der Film in New York und Bridgeport, Connecticut, angesiedelt, wo auch die Außenaufnahmen erfolgten. Für die Romanvorlage stellte sie umfangreiche Recherchen an; dazu zählten Zeitungsberichte über vermisste Kinder, Polizeiberichte und soziologische Studien zu Kriminalitätsopfern.
An einem Morgen im Mai war Stanley R. Jaffes erste und einzige Arbeit als Regisseur, der den Film für 20th Century Fox auch produzierte. Jaffe erwarb die Filmrechte für 350.000 US-Dollar neun Monate vor Veröffentlichung des Buches von Gutcheon, die damit eine Beteiligung von fünf Prozent an den Einspielergebnissen erhielt.
Der Film kam am 4. Februar 1983 in die US-amerikanischen Kinos. Er spielte am Eröffnungswochenende 1,6 Millionen von insgesamt 9,63 Millionen US-Dollar ein. Laut dem Magazin Variety (Ausgabe vom 9. März 1983) steuerte SLM Entertainment ein Drittel der ursprünglichen Marketing- und Produktionskosten bei. Um Verwechslungen mit dem Film Missing (dt. Vermißt) aus dem Jahr 1982 zu vermeiden, wurde der englische Originaltitel von Still Missing durch das Filmstudio vor der Veröffentlichung in Without a Trace (dt. Ohne eine Spur) abgeändert. Mit der gleichnamigen und später produzierten Fernsehserie Without a Trace – Spurlos verschwunden besteht kein Zusammenhang.
Im Jahr 2005 erschien der Film zusammen mit dem Kinotrailer auf DVD-Video in den Vereinigten Staaten (englische Sprache, Regionalcode 1). Die von Anchor Bay Entertainment produzierte DVD-Version wird inzwischen nicht mehr verlegt.
Im deutschsprachigen Raum wurde der Film am 23. September 1983 in synchronisierter Fassung im Kino veröffentlicht und erhielt das Prädikat „Besonders Wertvoll“. Später erschien der Film auf Videokassette durch CBS/FOX Video zur Verwertung im Heimvideobereich. Im Jahr 2007 wurde An einem Morgen im Mai erstmals im Fernsehen auf Das Vierte gezeigt und von 2007 bis 2012 mehrfach auf dem Bezahlfernsehsender Kabel Eins Classics wiederholt. Der Film war und ist bei ausgewählten Video-on-Demand-Anbietern als Abrufvideo verfügbar, teilweise auch unter seinem englischen Titel Without a Trace.
Die Freiwillige Selbstkontrolle der Filmwirtschaft stufte den Film mit FSK 6 ein, die Katholische Filmkommission, Betreiber von filmdienst.de, sprach eine pädagogische Empfehlung von 14 Jahren aus.

## Rezeption
Janet Maslin von der New York Times beschrieb den Film als „einen recht gut gemachten Film“, sagte aber, er „verdiene eine durchdachtere und phantasievollere Behandlung“ im Vergleich zur Vorlage. New York Newsday nannte den Film ein „mitreißendes Hochspannungsdrama“. Eine 351 Seiten umfassende deutschsprachige Lizenzausgabe von Gutcheons Buch erschien bereits im Jahr 1981 – unter dem späteren deutschen Filmtitel – beim Bertelsmann Verlag sowie mehrere Wiederveröffentlichungen bei anderen Verlagen im Laufe der Jahre.
Einige andere Werke nehmen Bezug auf An einem Morgen im Mai. So enthält der Fernsehfilm Eine Familie zum Verlieben aus dem Jahr 1996 einen Bezug zum Film sowie die Filme Vulgar (2000) und Man yan (2004). In der achten Folge der vierten Staffel von The Americans aus dem Jahr 2016, The Magic of David Copperfield V: The Statue of Liberty Disappears, sind Filmplakate des Films vor einem Kino zu sehen.

## Trivia
Im Drehbuch war ursprünglich vorgesehen, dass sich Alex Selkys entfremdete Eltern am Ende wieder versöhnen. Diese Szenen fanden allerdings nicht in die finale Schnittfassung. William H. Macy hatte in dem Film eine seiner ersten Rollen vor der Kamera und der Film war das Filmdebüt von Lynn Cohen und Marisa Ryan.

## Synchronisation
Die deutsche Synchronisation erfolgte durch die damalige Berliner Synchron in Berlin-Lankwitz. Das Dialogbuch stammt von Gerda von Rüxleben, die Dialogregie führte Heinz Petruo.
| Schauspieler      | Rolle         | Deutsche Stimme    |
| ----------------- | ------------- | ------------------ |
| Charles Brown     | Sachs         | Lutz Riedel        |
| Stockard Channing | Jocely Norris | Margot Rothweiler  |
| David Dukes       | Graham Selky  | Helmut Gauß        |
| Cheryl Giannini   | Pat Menetti   | Gisela Fritsch     |
| Judd Hirsch       | Al Menetti    | Klaus Sonnenschein |
| Kate Nelligan     | Susan Selky   | Monica Bielenstein |